# Lotte Sarrow
Lotte Sarrow (auch Lotti Sarrow; * 11. September 1872 als Paula Emilie Charlotte Schirmann in Rosenberg in Westpreußen; † 13. September 1937 in Berlin) war eine deutsche Schauspielerin und Tänzerin.

## Leben
Die geborene Charlotte Schirmann war eine Tochter des Regimentsveterinärs Oswald Schirmann und seiner Gattin Lina, geb. Foege. Bereits in der Theatersaison 1896/97 gehörte sie unter ihrem Künstlernamen Lotte Sarrow zum Ensemble des Deutschen Theaters unter Otto Brahm. Nach einem einjährigen Zwischenspiel in Gera war sie dann bis 1902 wieder am Deutschen Theater Berlin tätig. Über die etwa 25 Jahre alte Schauspielerin urteilte Rudolf Steiner damals: „Lotti Sarrow scheint nichts von den Dingen zu haben, die der Schauspieler nun einmal zu seinem Beruf mitbringen muss.“ Weitere Stationen waren das Belle-Alliance-Theater, Köln, aber auch München und Wien.
Sarrow spielte trotz Steiners wenig ermutigender Kritik (Alfred Kerr und Alfred Kausen waren später anderer Meinung) in jungen Jahren große Rollen, so noch am Deutschen Theater beispielsweise Frau Henschel in Fuhrmann Henschel oder die Salome am Hoftheater München. Rudolf Frank erinnerte sich später in diesem Zusammenhang an die beeindruckende Persönlichkeit der Sarrow: „Sie war neoromantisch bis in die Fingerspitzen und hatte, plaudernd im Tischgespräch, die gleichen suggestiv dämonischen Töne wie auf der Bühne als Salome à la Beardsley. Zum Dessert wurde Käse serviert. Sie stieß die Handflächen abwehrend vor, bäumte den Oberkörper tragisch zurück und rief, Furcht und Mitleid erregend: ‚Ich mag keinen Käse!‘. Sie rief es so eindrucksstark, daß ich jahrzehntelang keinen Käse mochte.“
Für einen handfesten Theaterskandal sorgte Sarrow, als sie, wie Maurice Maeterlinck es forderte, als Monna Vanna in dem gleichnamigen Stück unter ihrem Mantel unbekleidet auftrat und während der Aufführung für den damaligen Publikumsgeschmack etwas zu viel von ihrer nackten Haut sehen ließ. Entrüstungsstürme waren die Folge. Die Polizei ordnete eine Änderung des Kostüms an und verpflichtete die Schauspielerin, künftig ein Trikot unter ihrem Mantel zu tragen.
Sarrow war ab 1904 mit dem Schriftsteller Stefan Vacano verheiratet. Nach der Gründung des Lotti-Sarrow-Ensembles, dem ihr Mann als Direktor vorstand, gastierte das Ehepaar ab dem ausgehenden ersten Jahrzehnt des 20. Jahrhunderts mit Mimodramen Stefan Vacanos ganzjährig erfolgreich in den Metropolen Europas. Dem mit eigener Dekoration und Ausstattung auftretenden Ensemble um Sarrow gehörte als Oberregisseur und Darsteller auch der Schauspieler Hans Lanser-Ludolff an. Stefan Vacano fungierte ebenfalls als Darsteller. Aus der Ehe, die später geschieden wurde, ging 1906 der Sohn Wolfgang Vacano hervor, der als Dirigent und Musikpädagoge bekannt wurde.
Im Ausland wurde Lotti Sarrow bisweilen auch als berühmte russische Schauspielerin wahrgenommen. Sie starb 1937 im Krankenhaus Westend in Berlin-Charlottenburg.